# ستيفان أنجيلوف
ستيفان أنجيلوف (بالبلغارية: Стефан Ангелов)‏ هو مصارع هاوي بلغاري، ولد في 7 يناير 1947 في بيالة فودا ‏ في بلغاريا.

## وصلات خارجية
- ستيفان أنجيلوف على موقع قاعدة بيانات المصارعة الدولية (الإنجليزية)
- ستيفان أنجيلوف على موقع اللجنة الأولمبية الدولية (الإنجليزية)
- ستيفان أنجيلوف على موقع أوليمبيديا (الإنجليزية)